# 木俣守易
木俣 守易（きまた もりやす）は、江戸時代近江彦根藩筆頭家老。木俣清左衛門家の第9代当主。

## 家系
木俣清左衛門家は、徳川家康の家臣で井伊直政に与力として付けられ、後に、彦根藩井伊家の筆頭家老となった木俣守勝に始まる家。楠木正成の孫正勝の末裔を称す。姓は橘氏。家紋は三つ盛鱗。
代々の当主は、「土佐」「清左衛門」を通称とし筆頭家老を務めた。特に、3代守明、5代守盈、10代守彝は執権職（幕政では大老に相当）に就いている。
知行高は初代守勝が4000石。2代守安が5000石。3代守明が8000石。4代守長守長が9000石。5代守盈が1万石となった。
12代畏三が、明治33年（1900年）に男爵に叙されている。

## 生涯
寛政10年（1798年）、彦根藩筆頭家老木俣守前の子として生まれる。文化11年（1814年）9月、部屋住みながら家老となり、藩主直亮に仕えた。
文政3年（1820年）父守前の隠居により家督を相続し、彦根藩筆頭家老となる。弟の鉄三郎（直弼）を疎んじる藩主直亮の意を受けて鉄三郎を冷遇した。
嘉永4年（1851年）藩主に就任した直弼に処罰され隠居を命じられた。安政3年（1856年）1月24日死去。享年59。

## 人物
楽焼に巧みで、茶入、茶碗、抹茶碗等の優れた作品を残している。藻刈舟と名づけた茶碗の箱書きには、隠居後の安政2年（1855年）松原村の別荘（下屋敷）で製作したことが記されている。
文人として頼山陽と親しく交際した。山陽は、天保3年（1832年）9月、彦根に守易を訪問し、帰宅した直後に死去している。